# 崇山行願
崇山行願（：／；1927年8月1日—2004年11月30日）本名李德仁（／）是韓國佛教曹溪宗僧人，國際觀音禪院的創辦者。

## 生平
崇山原名李德仁（리덕인），朝鲜平安南道順川人（本貫順川李氏），1927年出生於平壤，少年時候正值朝鮮日治時期，他1944年投入三一運動，不出數月即被捕，幸得他的中學校長協助才倖免死刑。出獄後又試圖越過滿洲邊境參加韓國的自由軍地下工作，但計畫失敗，隨即返韓繼續學業。1945年日軍戰敗後，朝鮮半島分裂，崇山禪師與雙親失去聯絡。中學畢業後，崇山禪師於韓國首爾升讀東國大學，主修哲學。1947年出家。二十二歲時先後得到真性、鏡峰、鏡悟及古鋒四位禪師的印可，且得到古峰禪師傳法，賜法號行願（행원），為韓國曹溪宗第七十八代傳燈祖師，是韓國當時最年輕的禪師，也是古峰禪師唯一的法嗣。2004年11月30日於韓國首爾華溪寺示寂，享壽七十七歲。

## 海外弘法
崇山禪師致力重建因日治和戰爭而飽受摧殘的韓國佛教，以身教和言教弘法，積極推動不同宗教人士共修參悟自性。此外，他成立了以在家居士為主的佛教聯合會，鼓勵大眾努力修行，從而振興佛教。
1966年，崇山禪師獲邀到日本弘法，並相繼在東京和香港建立了「韓國佛教弘法院」，開始了三十多年的國外弘法事業。
1972年，崇山禪師隻身前赴美國，是韓國首位到西方弘法的禪師。
1978年，崇山禪師首次踏足歐洲，並去到當時仍是共產統治，難以得聞佛法的波蘭等東歐國家弘法和成立禪中心。
八十年代起，崇山禪師多次邀請佛教及其他宗教領袖座談，促進世界和平。1987年，崇山禪師在「普洛威頓斯禪中心」舉辦第一屆「世界一花」大會，邀請佛教大德及不同宗教人士參加，互相交流，推動修行風氣，傳達「世界一花，萬民同體」的和平訊息。自此，「世界一花」大會每三年舉辦一次。
崇山禪師於1982年創辦國際觀音禪院以維繫世界各地不斷增多的禪中心和弟子，現時有超過一百二十所禪中心，遍佈南北美洲、東西歐、俄羅斯、東南亞及非洲等地。
九十年代初中期，崇山禪師曾多次到中國大陸、香港、台灣、新加坡、馬來西亞及斯里蘭卡等地弘法，並拜訪當地的高僧大德。由他開始海外弘法起三十多年间，他在32個国家建立了一百二十多家禅院，收了五万多名佛子。
1999年，崇山禪師著手籌建韓國雞龍山(界龍山)無上寺，在2000年主持無上寺禪堂及寮房的開光儀式以後，每年都有超過一百位來自世界各地的禪子到無上寺參加三個月的夏安居和冬安居修行。

## 著作

### 英文
- "Only Don't Know"
- "Dropping Ashes on the Buddha"
- "The Compass of Zen; Bone of Space: Poems by Zen Master Seung Sahn"（《禪羅針盤》）
- "Ten Gates: The Kong-An Teaching of Zen Master Seung Sahn"
- "The Whole World Is a Single Flower: 365 Kong-Ans for Everyday Life"（《世界一花》）
- "Zen Dialogue in China"

其中"Dropping Ashes on the Buddha"(《彈灰在佛身》)、"Only Don't Know"（《只是不知》）、"Compass of Zen"（《禪羅針盤》）等被翻譯成中文、韓文、法文、德文、波蘭文、西班牙文、俄文、立陶宛文等多國文字。

### 韓文
- 《千江印月》
- 《禪學講座》
- 《中國佛教聖地巡禮記》
- 《世界佛教巡迴佈教記》

### 中譯本
- 《覺性》
- 《禪如是》
- 《彈灰在佛身》
- 《只是不知》釋空道釋
- 《世界一花》
- 《虛空步》

## 歷任
- 1957年出任首爾華溪寺住持
- 1960年成立「大韓佛教新聞社」並任社長
- 1961年出任南韓曹溪宗總務部副部長
- 1962年出任南韓曹溪宗财务部长

## 曾獲獎項
- 1985年，世界和平文化大会(WUM)頒發「世界和平獎」。
- 1995年，「韓國萬海協會」頒贈「世界佈教獎」
- 1996年，大韓佛教曹溪宗特別頒發「海外佈教三十週年獎」，表揚其海外弘法利生的貢獻
- 2004年6月，大韓佛教曹溪宗授以對出家人最高的致敬「大宗師」尊稱

## 另見
- 秀峰無等

## 外部連結
- 韩国历史上的禅师们　崇山行愿(1927 ~ 2004)[永久]
- 秀峰禪院為紀念崇山禪師而製作的幻燈片